# 梅隆尼亚
梅隆尼亚（英語：Mellona）。古罗马女性神祇之一。凭借在古罗马神话之中象征蜂蜜保护与生产而被古罗马人所供奉而闻名遐迩，并常为古罗马时期的作家所论及，影响深远。